# 锥形果
锥形果（学名：Gomphogyne cissiformis），为葫芦科锥形果属下的一个植物种。